# ایشان کتر
ایشان کَتَّر (متولد ۱ نوامبر ۱۹۹۵) بازیگر هندی است. پسر بازیگران راجش کتر و نیلیما عظیم است. او اولین بار به عنوان یک کودک در سال ۲۰۰۵ در فیلم وای! این چیزی است که زندگی باید باشد! ظاهر شد که درآن برادر ناتنی‌اش شاهد کاپور درخشید. او در بزرگسالی در درام ساخته مجید مجیدی به نام فراتر از ابرها (۲۰۱۷) که در آن او نقش یک فروشنده مواد مخدر را بازی می‌کرد و همچنین در درام عاشقانه ضربان قلب (فیلم ۲۰۱۸) درخشید.

## زندگی و حرفه
ایشان کتر پسر بازیگران بالیوود، نیلیما عظیم و راجش کتر؛ و برادر ناتنی شاهد کاپور است. او پسر نیلیما عظیم از ازدواج اولش با بازیگر پانکاج کاپور است.خاطر خود را به عنوان کسی که به ارزش‌های طبقه متوسط خود افتخار می‌کند توصیف می‌کند. او توضیح می‌دهد که در یک خانواده غنی از نظر فرهنگ و سینما و هنرهای نمایشی بزرگ شده‌است و برای پیشرفت در هنر بسیار کار کرده‌است. خاطر در Jamnabai Narsee مدرسه و Billabong دبیرستان بین‌المللی، Juhu در بمبئی تحصیل کرده‌است. او همچنین در آکادمی Shiamak داور رقص را آموخته‌است.

## فیلم‌شناسی
| سال  | فیلم                                  | نقش                      | یادداشت                       |
| ---- | ------------------------------------- | ------------------------ | ----------------------------- |
| ۲۰۰۵ | وای! این چیزی است که زندگی باید باشد! | ایشان                    |                               |
| ۲۰۱۶ | پنجاب مرتفع                           |                          | Cameo; همچنین دستیار کارگردان |
| ۲۰۱۷ | نیمه بیوه                             | –                        | دستیار کارگردان               |
| ۲۰۱۷ | فراتر از ابرها                        | امیر                     |                               |
| ۲۰۱۸ | ضربان قلب                             | مادوکار باغلا            |                               |
| ۲۰۲۰ | زرد خالی                              |                          |                               |
| ۲۰۲۲ | روح تلفنی                             | پارتاسارتی               |                               |
| ۲۰۲۳ | پیپا                                  | کاپیتان بالرام سینگ مهتا |                               |

## تمجید
ایشان کتر برنده بهترین بازیگر جایزه در جشنواره بین‌المللی فیلم استانبول برای عملکرد خود در فراتر از ابرها شد.